# Мікрохвильове випромінювання

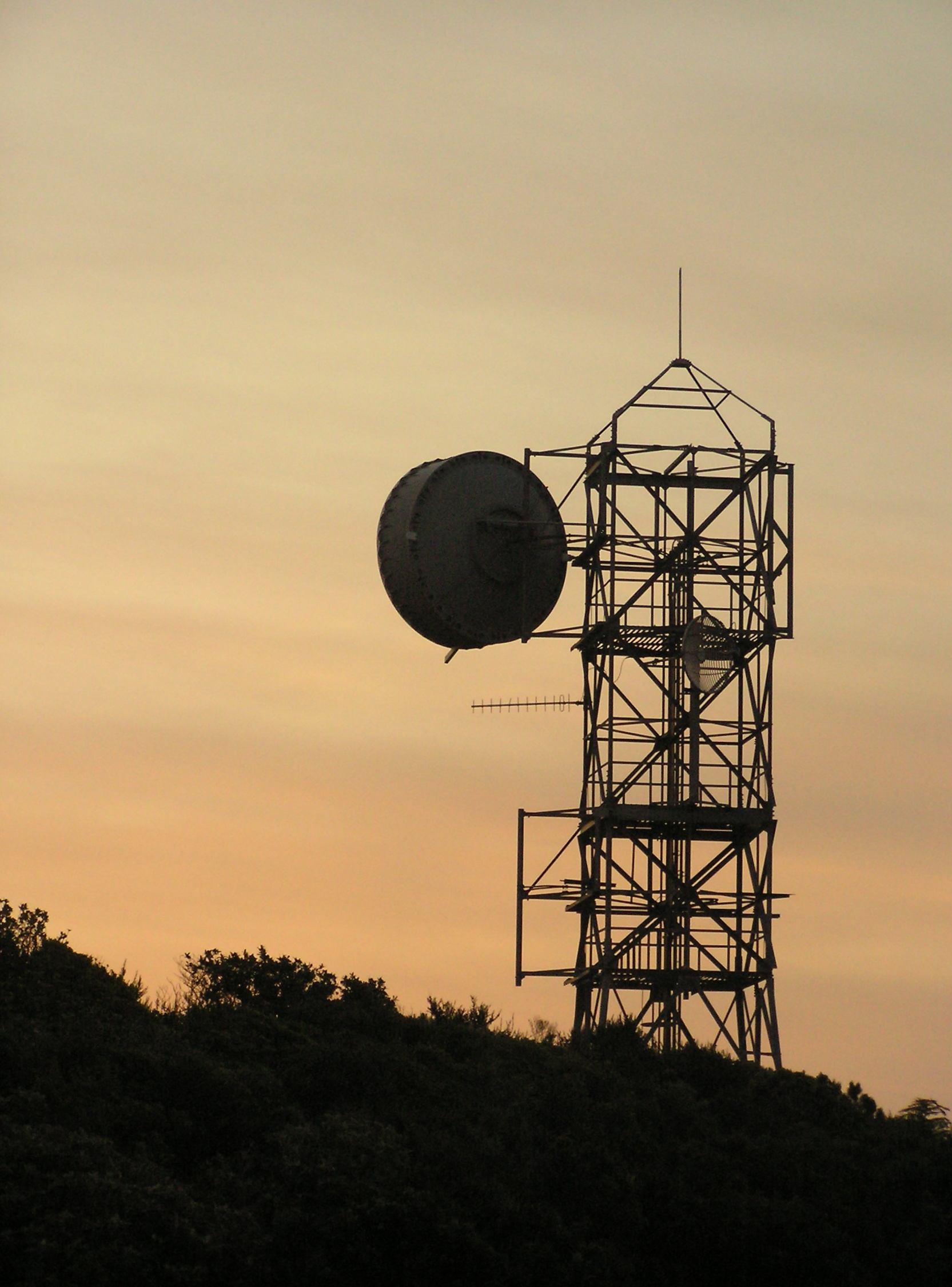
Башта мікрохвильової телекомунікацій на Райт-Гілл в Веллінгтон, Нова Зеландія.

Мікрохвильове випромінювання, надвисокочастотне випромінювання (НВЧ-випромінювання) — електромагнітне випромінювання, з довжиною хвилі від 1 метра до 1 міліметра (частота від 300 МГц до 300 ГГц). Однак, межі між інфрачервоним, терагерцевим, мікрохвильовим випромінюванням і високочастотними радіохвилями приблизні й можуть визначатися дещо по-різному. 
Загальна назва мікрохвильове випромінювання включає радіохвилі дециметрового, сантиметрового та міліметрового діапазонів.
Мікрохвильове випромінювання великої інтенсивності використовується у радіолокації, а також для безконтактного нагрівання тіл (як у побутових, так і в промислових мікрохвильових печах для термообробки металів, основним елементом в яких є магнетрон).
Мікрохвильове випромінювання малої інтенсивності використовується в засобах зв'язку, переважно портативних — раціях[джерело?],  стільникових телефонах (крім перших поколінь), пристроях Bluetooth, Wi-Fi і WiMAX.